# Кевон Луни
Кевон Грант Луни (енгл. Kevon Grant Looney; Милвоки, Висконсин, 6. фебруар 1996) амерички је кошаркаш. Игра на позицији крилног центрa, а тренутно наступа за Њу Орлеанс пеликансе.
На НБА драфту 2015. одабрали су га Голден Стејт вориорси као 30 пика. Освојио је три титуле шампиона НБА лиге са Вориорсима.

## Успеси

### Клупски
- Голден Стејт вориорси:
  - НБА (3): 2016/17, 2017/18, 2021/22.